# Libuše Baudyšová
Libuše Baudyšová, rozená Zadinová (9. února 1877 Poděbrady – 27. dubna 1954 Praha) byla česká spisovatelka, dramatička a překladatelka z ruštiny, němčiny a slovenštiny.

## Život
Libuše Baudyšová se narodila v rodině advokáta Antonína Zadiny a Ludmily Zadinové-Dollanské. Se svým mužem, soudním úředníkem JUDr. Otou Baudyšem, za kterého se provdala po studiích na pražské Vyšší dívčí škole, žila nejprve v Kutné Hoře, pak v Českém Brodě a posléze v Hradci Králové. Zde již byla plně literárně činná a také se věnovala práci ve veřejném životě (byla členkou městské rady a tajemnicí sociální péče). Po manželově smrti se roku 1932 odstěhovala k bratrovi JUDr. Milanu Zadinovi (1878) do Poděbrad.
Přispívala do mnoha novina a časopisů (např. Čas, Květy, Lidové noviny, Národní osvobození, Pražský ilustrovaný zpravodaj) a její knihy jsou především určeny ženám (jde o mravoličné psychologické romány, ve kterých si žena hledá své místo v rodně i ve společnosti). Psala však i kronikářské obrazy, kde na pozadí osudu jedince vylíčila významné události z naší historie.
Zemřela roku 1954 a byla pohřbena v rodinné hrobce na městském hřbitově v Poděbradech.

## Dílo

### Próza
- Život ženy (1916), román vydaný pod pseudonymem Olga Maryšková
- Jányšové (1919), první díl románové tetralogie, ve které je zachycena historie měšťanského rodu z Polabí i českého veřejného života od 60. let 19. století až do vytvoření samostatného Československa
- Kvasící mládí (1920), román, druhý díl tetralogie
- Soumrak (1921), román, třetí díl tetralogie
- Paní Božena (1923), román
- Ztracená (1923), psychologická studie
- Vyšší než láska, vyšší než štěstí (1924), román
- Právo (1925), povídka později přepracovaná do divadelní hry
- Jitřenka (1925), román, čtvrtá závěrečná část tetralogie
- Převraty (1927), román[6]
- Slečna Olga (1928), román
- Červánky svobody (1932), román z období 40. let 19. století, obzvláště z roku 1848
- Krásné je býti ženou (1934), román vydaný pod pseudonymem Rose Marie
- Domov (1936), román
- Starý dům (1939), román
- Matka (1940), román

### Divadelní hry
- Právo (1927), hra o 4 jednáních a dohře
- Bouře (1930), hra o 3 jednáních
- Lež (1932), hra o 3 dějstvích

### Překlady
- Anastasija Aleksejevna Verbickaja: Klíče ke štěstí, román, z ruštiny
- Aleksandr Ivanovič Kuprin: Tři povídky [Nocleh. Močál. Výslech] (1910)
- A. I. Kuprin: Moloch (1910), povídka[7]
- Marie Eugenie Delle Grazie: Kristus běží (1913), in: 1000 nejkrásnějších novell... č. 51
- Jevgenij Nikolajevič Čirikov: Rodina (1922)[8]
- Ladislav Nádaši-Jégé: Adam Šangala (1925)